# Reminiscencia
Reminiscencia es una película de suspenso de ciencia ficción neo-noir estadounidense de 2021 escrita y dirigida por Lisa Joy, en su debut como directora. La película está protagonizada por Hugh Jackman, Rebecca Ferguson, Thandiwe Newton, Cliff Curtis, Marina de Tavira y Daniel Wu, y sigue a un hombre que usa una máquina que puede ver los recuerdos de las personas para tratar de encontrar su amor perdido. Joy también produce junto a su esposo y socio creativo Jonathan Nolan.
Reminiscencia fue lanzada por Warner Bros. Pictures en los Estados Unidos el 20 de agosto de 2021, y también tiene un lanzamiento simultáneo de un mes en el país en el nivel sin publicidad del servicio de transmisión HBO Max. La película recibió críticas mixtas de los críticos, que elogiaron su ambición narrativa pero la compararon desfavorablemente con obras de temática similar como The Maltese Falcon y Westworld. Fue un fracaso de taquilla, recaudando 15 millones de dólares en todo el mundo contra un punto de equilibrio de $ 110 millones, y tuvo el peor debut de todos los tiempos para una película que se proyecta en más de 3.000 salas.

## Trama
En un futuro cercano, el cambio climático ha provocado que los mares se eleven e inunden Miami. Las temperaturas extremas durante el día han obligado a la mayoría de la población a vivir de noche.
Nick Bannister y su amiga Watts operan un negocio que permite a las personas revivir recuerdos. Un día, una clienta sin cita previa, Mae, les pide ayuda para encontrar las llaves que le faltan. Nick se siente instantáneamente atraído por ella; al observar sus recuerdos de esa noche, se entera de que es cantante de un club nocturno y siente una conexión con ella cuando canta su canción favorita, Where or When. Nick y Mae comienzan una relación, aunque Watts desconfía de ella.
Meses después, Mae ha desaparecido sin decir una palabra. Con la esperanza de encontrar pistas sobre su paradero, Nick pasa horas reviviendo repetidamente sus recuerdos de su relación, una práctica peligrosa que podría atraparlo para siempre en el recuerdo.
La fiscal Avery Castillo contrata a Nick y Watts para recuperar recuerdos de un sospechoso en coma que trabajaba para un narcotraficante llamado Saint Joe en Nueva Orleans. En los recuerdos del hombre, Nick ve que Mae fue una vez la amante de Saint Joe y se había vuelto adicta a "Baca", un narcótico altamente adictivo. Los recuerdos también revelan que Mae robó el alijo de Baca de Saint Joe antes de huir de la ciudad. Nick está devastado al saber que Mae era una drogadicta, algo que Watts ya sabía.
Nick viaja a Nueva Orleans y se enfrenta a Saint Joe, quien dice que no ha sabido nada de Mae desde que lo dejó. Saint Joe hace que sus hombres intenten ahogar a Nick, pero Watts lo rescata y mata a Saint Joe y su tripulación. De vuelta en Miami, Nick hace que Watts reviva su último encuentro con Mae y descubre que Mae irrumpió en la bóveda donde almacenan grabaciones de los recuerdos de sus clientes. Descubren que Mae robó grabaciones de Elsa Carine, una clienta que repetidamente revivía sus citas con un amante mayor y rico. Nick reconoce la voz de su amante como Walter Sylvan, un rico terrateniente que acaba de morir.
Al investigar, Nick se entera de que Elsa fue asesinada recientemente y que su hijo pequeño fue secuestrado por una mujer que coincide con la descripción de Mae. Mientras busca a Mae, Nick es atacado por Cyrus Boothe, un antiguo secuaz de Saint Joe. Al darse cuenta de que el hijo de Elsa era probablemente el hijo de Walter Sylvan y, por lo tanto, un posible heredero de su fortuna, Nick se enfrenta a la viuda de Sylvan, Tamara, una antigua clienta cuya memoria ha sido dañada. En un momento de lucidez, Tamara le indica a Nick un lugar donde Boothe y Mae podrían estar escondidos. Nick y Boothe pelean, con Boothe casi ahogándose antes de que Nick pueda someterlo. Nick lleva a Boothe a su oficina y lo conecta a la máquina para ver sus recuerdos.
Los recuerdos de Boothe revelan que la base de la relación de Mae con Nick era una mentira: después de que Boothe la alistó en un plan para estafar a Nick, ella investigó a Nick para aprender cómo seducirlo mejor y escenificó la pérdida de sus llaves. Pero los recuerdos también muestran que Mae llegó a amar genuinamente a Nick. Cuando Boothe asesinó a Elsa, Mae se llevó al hijo de Elsa y huyó, escondiéndolo en un lugar desconocido. Más tarde, Boothe encontró a Mae y trató de obligarla a revelar la ubicación del niño.
Nick observa el recuerdo mientras Mae le da un discurso a Boothe, que en realidad está destinado a él. Ella revela indirectamente la ubicación del hijo de Elsa y profesa su amor por Nick. Luego, al ver solo una forma de salir de su situación, Mae toma una dosis letal de Baca y salta desde un balcón hacia su muerte.
Devastado, Nick obliga a Boothe a revivir su peor recuerdo: cuando los hombres de Saint Joe le quemaron la cara como castigo por robar ganancias. Va a enfrentarse al hijo legítimo de Sylvan, Sebastian, quien contrató a Boothe para eliminar a Elsa y a su medio hermano para proteger su herencia. Sebastian casi se suicida pero cambia de opinión y es arrestado.
Nick le confiesa a Watts que intencionalmente "quemó" los recuerdos de Boothe, un crimen mayor. Es condenado y luego se le permite cumplir su sentencia usando su máquina para revivir su tiempo con Mae, que se supone que será el resto de su vida. En su memoria, Nick le cuenta a Mae una versión abreviada de la historia de Orfeo y Eurídice, que termina con los amantes reunidos y felices, antes de la conclusión habitual de la historia.

## Reparto
- Hugh Jackman como Nick Bannister
- Rebecca Ferguson como Mae
- Thandiwe Newton como Emily "Watts" Sanders
- Cliff Curtis como Cyrus Boothe
- Marina de Tavira como Tamara Sylvan
- Daniel Wu como Saint Joe
- Mojean Aria como Sebastian Sylvan
- Brett Cullen como Walter Sylvan
- Natalie Martínez como Avery Castillo
- Angela Sarafyan como Elsa Carine
- Javier Molina como Hank
- Sam Medina como Falks
- Norio Nishimura como Harris
- Roxton García como Freddie
- Nico Parker como Zoe

## Producción
En enero de 2019 se anunció que Lisa Joy haría su debut como directora con la película y que estaría protagonizada por Hugh Jackman y Rebecca Ferguson. En marzo de 2019, se informó que Warner Bros. había comprado los derechos de distribución de la película. En agosto, Thandiwe Newton se incorporó al elenco. Daniel Wu, Angela Sarafyan, Natalie Martinez, Marina de Tavira y Cliff Curtis se unieron en octubre. El rodaje comenzó el 21 de octubre de 2019 en Nueva Orleans y Miami. En agosto de 2020, también se reveló que la hija de Newton, Nico Parker, estaría en el elenco.

## Estreno
Reminiscencia fue estrenada por Warner Bros. Pictures en los Estados Unidos el 20 de agosto de 2021. Se estrenó en BFI IMAX el 11 de agosto de 2021. Como parte de sus planes para todos sus títulos de 2021, Warner Bros.también transmitirá la película simultáneamente enHBO Max en los Estados Unidos durante un período de un mes, después del cual la película se eliminará hasta el período de programación normal de lanzamiento en medios domésticos. Según Samba TV, se estima que 842.000 hogares transmitieron la película durante sus primeros tres días.
Reminiscencia estaba programada originalmente para ser lanzado el 16 de abril de 2021, antes de que Mortal Kombat reemplazara su cupo y la película se dejara sin fecha, debido a la pandemia de COVID-19. Más tarde fue reprogramada para su estreno en cines en los Estados Unidos el 3 de septiembre de 2021, con un lanzamiento internacional en cines a partir del 25 de agosto de 2021. La fecha de lanzamiento en los Estados Unidos se trasladó al 27 de agosto para evitar la competencia con Shang-Chi y la leyenda de los Diez Anillos, y luego nuevamente al 20 de agosto.

## Recepción

### Taquilla
Al 30 de septiembre de 2021, Reminiscencia recaudó $3.9 millones de dólares en Estados Unidos y Canadá, y $11.6 millones en otros territorios, por un total global de $15.5 millones. Variety estima que la película necesitaría recaudar cerca de $110 millones para lograr su punto de equilibrio.
En los Estados Unidos y Canadá, Reminiscencia se estrenó junto con PAW Patrol: The Movie, The Protégé y The Night House, así como el lanzamiento limitado de Flag Day y se proyectó recaudar alrededor de $ 3 millones en 3,184 salas en su primer fin de semana. La película ganó $ 675 mil en su primer día y debutó con $ 2 millones, terminando novena en la taquilla. Fue el peor estreno de todos los tiempos por una película que se proyectó en más de 3.000 salas, superando el debut de The Rhythm Section de $ 2.7 millones en enero de 2020. La película cayó un 59% en su segundo fin de semana a unos 792 mil dólares.

### Crítica
En el agregador de reseñas Rotten Tomatoes, la película tiene una calificación de aprobación del 37% según 180 reseñas, con una calificación promedio de 5.1/10. El consenso de los críticos del sitio web dice: "Aunque Reminiscence no carece de ambición narrativa, su incierta mezcla de acción de ciencia ficción y suspenso noir en su mayoría provoca recuerdos de mejores películas". En Metacritic, la película tiene un puntaje promedio ponderado de 46 sobre 100 basado en 42 críticos, lo que indica "críticas mixtas o promedio". Las audiencias encuestadas por CinemaScore le dieron a la película una calificación promedio de "C +" en una escala de A + a F, mientras que PostTrak informó que el 67% de los miembros de la audiencia le dieron una puntuación positiva, y el 44% dijo que definitivamente la recomendaría.
Escribiendo para Variety, Owen Gleiberman calificó la película como "un espejismo de dos horas perfectamente calibrado de cosas que ya hemos visto antes" y dijo que "es muy Blade Runner: The Streaming Series, con tal vez un indicio vago de El Padrino. Afuera, el paisaje inundado de Miami, con edificios y caminos aún visibles, evoca una especie de Waterworld Lite cruzado con una secuela de Los Juegos del Hambre  Richard Roeper, del Chicago Sun-Times, le dio a la película 2 de 4 estrellas y escribió: "El halcón maltés se encuentra con Inception en algún lugar de Vanilla Sky en el camino a Chinatown en una ciencia ficción noir ingeniosa y ambiciosa, pero tremendamente complicada y, en última instancia, decepcionante Reminiscencia, que se desliza de un lado a otro, de un lado a otro, antes de descarrilarse ".
Al escribir para The Playlist, Nick Allen le dio a la película una B +, calificándola de "joya" que está "llena de emociones intelectuales y emocionales". También elogió las actuaciones de Jackman y Ferguson, y señaló que Ferguson se ha estado "preparando para un papel como este".